# En gnutta magi
En gnutta magi är en fransk animerad TV-serie som sänds på TV-kanalen Disney Channel. Serien är från 2008. Serien har fått många erbjudande av att köpas in, eftersom den är populär i framförallt i USA, men även i Frankrike, Tyskland och Sverige.

## Handling
Den handlar om älvan Willow och hennes make Gregore, som är en jätte. De får inte gifta sig enligt sagolandets regler så de flyttar till människornas land och försöker anpassa sig. De har två barn, Tom och Cindy som har en moster som heter Ferocia.

## Rollfigurer
- Tom är son till Willow och Gregore och lillebror till Cindy. Tom är dålig i skolämnen som matte och historia och hans klasskompisar skrattar åt honom.
- Cindy är dotter till Willow och Gregore och storasyster till Tom, hon blir lätt kär.
- Willow är en älva som är gift med trollet Gregore. Hon är mamma till Tom och Cindy.
- Gregore, Willows make och Tom och Cindys pappa, är ett troll.
- Ferocia är moster till Tom och Cindy, och hon kommer från sagolandet.
- Monseigneur är en grön groda som är Toms bästa kompis.